# 米島口停留場
米島口停留場（よねじまぐちていりゅうじょう）は、富山県高岡市米島・荻布にある万葉線の停留場。
すぐそばにアルビス米島店があり、アルビス米島店前という副駅名がある。

## 歴史
- 1948年（昭和23年）4月10日：富山地方鉄道の地鉄高岡（現・高岡駅） - 伏木港間の開業により中間駅として開設。
- 1951年（昭和26年）4月1日：米島口 - 新湊（現・六渡寺）間が開業し、分岐駅となる。同時に米島口 - 伏木港間は支線化され、伏木線となる。また、湶町（現・広小路） - 米島口間が複線化。
- 1959年（昭和34年）4月1日：事業譲渡により、加越能鉄道の駅となる。
- 1971年（昭和46年）9月1日：伏木線が廃止。
- 2002年（平成14年）4月1日：事業譲渡により万葉線の駅となる。
- 2007年（平成19年）6月1日：副駅名が付けられる。

## 停留場構造
相対式ホーム2面2線の地上駅。2010年（平成22年）12月には、上屋およびスロープが設置され、バリアフリー化されている。なお、車両庫から出庫する高岡行きについては上記ホームではなく、高岡駅方面ホームの東側にある待合室後ろにある入出庫線において乗車扱いを行う。越ノ潟方面から来る当駅止まり列車は当駅到着後に回送で高岡駅方面に少し移動、入出線に進入し車庫へ進入する。
当駅を含めた高岡駅側は併用軌道であるが、当駅からすぐの地点から能町口停留場付近までは、一時的に専用軌道となる。また、当駅の越ノ潟駅側にポイントがあり、ここから越ノ潟側は単線、高岡駅側は広小路停留場まで複線である。
当停留所は万葉線で唯一の夜間留置の行われる停留所である。
かつては伏木線が分岐していた。

## 停留場周辺
当駅横に万葉線本社と車両庫があり、一部の電車は当駅で折り返す。
- 万葉線本社
- アルビス米島店
- 中越パルプ工業高岡本社・高岡工場

## その他
- 当停留場は1978年（昭和53年）に公開した角川映画「野性の証明」のロケ地の1つとして登場し、車両庫の手前で暴走族と乱闘するシーンの撮影が行われた。

## 隣の停留場
万葉線
■万葉線（高岡軌道線）
新能町停留場 - 米島口停留場 - 能町口停留場

### かつて存在した路線
加越能鉄道
伏木線
米島口停留場 - 米島駅